# Pectoctenus babaulti
Pectoctenus babaulti är en skalbaggsart som beskrevs av Pierre Lepesme 1948. Pectoctenus babaulti ingår i släktet Pectoctenus och familjen långhorningar.
Artens utbredningsområde är Kenya. Inga underarter finns listade i Catalogue of Life.